# Szécsi Márk
Szécsi Márk (Eger, 1994. május 22. –) magyar labdarúgó csatár. Jelenleg a Debreceni VSC játékosa. A 2011-es év utánpótlás labdarúgója.

## Pályafutása
Szécsit az MLSZ nevezte az U19-es nemzeti csapatba, az U19-es labdarúgó-Európa-bajnokság selejtező körébe.

## Sikerei, díjai

### Klubcsapatokban
Debreceni VSC
- Magyar bajnok (1): 2013–14
- Magyar Kupagyőztes (1): 2013